# Vanessa Loibl
Vanessa Loibl (* 4. Februar 1992 in Vero Beach, USA) ist eine deutsche Theater-, Film- und Fernsehschauspielerin, Sprecherin und Musikerin.

## Leben
Vanessa Loibl spielte als anfangs Zehnjährige von 2002 bis 2004 die Rolle der Nicole Deile in der Daily Soap Marienhof. Nach dem Abitur begann sie 2012 ihr Schauspielstudium an der Universität der Künste Berlin, das sie 2016 abschloss. 2015 erhielt sie den Marina Busse Preis für ihre schauspielerische Einzelleistung beim 26. Theatertreffen Deutschsprachiger Schauspielstudierender.
Noch vor dem offiziellen Abschluss ihres Studiums wurde sie zu Beginn der Spielzeit 2015/16 als festes Ensemblemitglied an das Staatsschauspiel Hannover engagiert, dem sie bis Sommer 2019 angehörte. Ihre Debütrolle war die Viola in Was ihr wollt. In den vier Spielzeiten am Schauspiel Hannover spielte sie u. a. die Ophelia in Hamlet, die Titelrolle der Medea, die Barblin in Andorra und die Elmire in Tartuffe und arbeitete dort unter der Regie von Thorleifur Örn Arnarsson, Alexander Eisenach, Tom Kühnel, Martin Laberenz, Marius von Mayenburg, Milan Peschel, Lars-Ole Walburg und Babett Grube. Für ihre Rolle als behinderte Lisa in einer Bühnenfassung von Dostojewskis Roman Die Brüder Karamasow wurde sie 2016 in der Kritikerumfrage der Zeitschrift theater heute als „Beste Nachwuchsdarstellerin“ nominiert.
Zur Spielzeit 2019/20 holte der neue Schauspieldirektor Thorleifur Örn Arnarsson Loibl ins Ensemble der Volksbühne am Rosa-Luxemburg-Platz in Berlin. Hier spielte sie in Don't be evil (Regie: Kay Voges), Ultraworld (Regie: Susanne Kennedy) und die Titelrolle der Iphigenie in Iphigenie. Traurig und geil im Taurerland nach Texten von Euripides und Stefanie Sargnagel (Regie: Lucia Bihler). Mit Übernahme der Volksbühne durch René Pollesch zur Spielzeit 2021/22 endete Loibls Engagement.
Loibl tritt auch unter dem Künstlernamen Fuffifufzich in Erscheinung. Ihre Musik lässt sich als Synthiepop der 1990er Jahre beschreiben. Ihr bekanntester Song ist Heartbreakerei. Das gleichnamige Album wurde im Oktober 2022 veröffentlicht. Im Januar 2025 erschien das Album Feel zu spät.
2017 hatte sie ihre erste Kinofilm-Hauptrolle in O Beautiful Night. In dem TV-Dreiteiler Unsere wunderbaren Jahre, der im März 2020 auf Das Erste ausgestrahlt wurde, verkörpert Loibl die Hauptrolle der Gundel Wolf. Für ihre Darstellung der schüchternen Fabrikantentochter, die im Nachkriegsdeutschland davon träumt, die Metallfabrik ihres Vaters zu übernehmen, wurde sie in der Kategorie „Beste Schauspielerin“ für den Hessischen Fernsehpreis 2020 nominiert.
Neben ihrer schauspielerischen Tätigkeit wirkt sie bei Hörspielen mit und liest Hörbücher ein. Loibl lebt in Berlin.

## Filmografie
- 2002–2004: Marienhof (Fernsehserie)
- 2015: Spuren
- 2017: Hubert und Staller (Fernsehserie, Folge: Der Winter kommt)
- 2017: Pestana (Kurzfilm)
- 2018: WIR
- 2019: O Beautiful Night
- 2020: Unsere wunderbaren Jahre (Fernsehdreiteiler)
- 2020: Futur Drei
- 2021: Ich und die Anderen (Fernsehserie)
- 2021: Je suis Karl
- 2022: ZERV – Zeit der Abrechnung (Miniserie)
- 2024: Disko 76 (Streaming-Serie)
- 2024: Münter & Kandinsky
- 2024: Tatort: Colonius

## Theater (Auswahl)

### Schauspielhaus Zürich
- 2015: Schweizer Schönheit von Dani Levy, Regie: Dani Levy[18][19]

### Schauspiel Hannover
- 2015: Was ihr wollt von William Shakespeare, Regie: Marius von Mayenburg[6]
- 2015: Amerikanisches Detektivinstitut Lasso von Nis-Momme Stockmann, Regie: Lars-Ole Wallburg[20]
- 2016: Die Brüder Karamasow von Fjodor Dostojewski, Regie: Martin Laberenz[21]
- 2016: Die Reichsgründer oder das Schmürz von Boris Vian, Regie: Tom Kühnel[22]
- 2016: Andorra von Max Frisch, Regie: Babett Grube[23]
- 2017: Medea nach Franz Grillparzer, Regie: Tom Kühnel[7]
- 2017: Tartuffe von Molière, Regie: Martin Laberenz[8]
- 2017: Hamlet von William Shakespeare, Regie: Thorleifur Örn Arnarsson[24]
- 2018: Mephisto nach Klaus Mann, Regie: Milan Peschel[25]
- 2018: Eine Stadt will nach oben 9/10, Regie: Tom Kühnel[26]
- 2018: Der Club von Takis Würger, Regie: Alexander Eisenach[27]

### Volksbühne am Rosa-Luxemburg-Platz
- 2019: Don't be evil von Kay Voges, Regie: Kay Voges[10]
- 2020: Ultraworld von Susanne Kennedy und Markus Selg, Regie: Susanne Kennedy[11]
- 2020: Iphigenie. Traurig und geil im Taurerland nach Euripides und Stefanie Sargnagel, Regie: Lucia Bihler[12]
- 2021: Anthropos, Tyrann (Ödipus) von Alexander Eisenach nach Sophokles, Regie: Alexander Eisenach[28]

## Hörspiele (Auswahl)
- 2018: Sabine Stein: Sumatra – Regie: Roman Neumann (NDR)

## Diskografie
Alben
- 2022: Heartbreakerei
- 2025: Feel zu spät